# Cantone di Trets
Il Cantone di Trets è una divisione amministrativa dell'arrondissement di Aix-en-Provence.
A seguito della riforma approvata con decreto del 18 febbraio 2014, che ha avuto attuazione dopo le elezioni dipartimentali del 2015, è passato da 8 a 18 comuni.

## Composizione
Gli otto comuni che ne facevano parte, prima della riforma del 2014, erano:
- Beaurecueil
- Châteauneuf-le-Rouge
- Fuveau
- Peynier
- Puyloubier
- Rousset
- Saint-Antonin-sur-Bayon
- Trets

Dal 2015 i comuni appartenenti al cantone sono i seguenti 18:
- Beaurecueil
- Châteauneuf-le-Rouge
- Fuveau
- Jouques
- Meyrargues
- Meyreuil
- Peynier
- Peyrolles-en-Provence
- Puyloubier
- Le Puy-Sainte-Réparade
- Rousset
- Saint-Antonin-sur-Bayon
- Saint-Marc-Jaumegarde
- Saint-Paul-lès-Durance
- Le Tholonet
- Trets
- Vauvenargues
- Venelles